# Epione parallelaria
Epione parallelaria là một loài bướm đêm trong họ Geometridae.